# Lasse Staw
Lasse Staw (Skiptvet, 1º gennaio 1988) è un ex calciatore norvegese, di ruolo portiere.

## Caratteristiche tecniche
Staw è considerato un portiere di talento, sebbene avesse precedentemente giocato da difensore centrale.

## Carriera

### Club

#### Fredrikstad
Staw iniziò a giocare a calcio nel Fredrikstad ed esordì in squadra il 30 ottobre 2004, quando sostituì Alexander Lund Hansen nella sconfitta per 5-2 della sua squadra contro il Viking. Nel campionato 2005, un infortunio alla spalla lo tenne fuori dai giochi a lungo. Il 7 agosto 2006 giocò per la prima volta da titolare, nel pareggio per 2-2 contro lo HamKam. Il 30 luglio 2009 debuttò nelle competizioni europee per club: fu infatti titolare nell'incontro di UEFA Europa League 2009-2010 tra Fredrikstad e Lech Poznań, dove la sua squadra fu sconfitta in casa per 1-6.
Dopo la retrocessione del club alla fine dell'Eliteserien 2009, rimase in squadra anche nella 1. divisjon dove collezionò 18 partite da titolare e contribuì al ritorno nella massima divisione del club.
Nel mese di gennaio 2011, sostenne un provino con gli spagnoli dell'Alavés. Il trasferimento, però, non si concretizzò e Staw rimase in forza al Fredrikstad. L'anno seguente, con l'arrivo di Jon Knudsen in squadra, si ritrovò ad essere il terzo portiere, scavalcato nelle gerarchie anche da Jon Masalin.

#### Syrianska e Lillestrøm
A marzo 2012 si trasferì agli svedesi del Syrianska. Debuttò nell'Allsvenskan il 12 aprile, subentrando a Dwayne Miller nella sconfitta per 4-0 sul campo del GIF Sundsvall. Il 3 agosto successivo, firmò un contratto con il Lillestrøm, a causa dell'infortunio subito dall'altro portiere Stefán Logi Magnússon. Scelse il numero 1, liberato proprio dall'estremo difensore islandese. A fine stagione, il suo contratto non fu rinnovato.

#### Aalesund e Bodø/Glimt
Il 9 marzo 2013, firmò un contratto biennale con l'Aalesund. Il 9 febbraio 2014 si accordò con il Bodø/Glimt. È rimasto svincolato al termine del campionato 2015.

### Nazionale
Staw debuttò per la Norvegia under 21 il 20 novembre 2007, giocando da titolare nell'incontro con l'Estonia under 21 e vinto dagli scandinavi per due a zero.

## Statistiche

### Presenze e reti nei club
Statistiche aggiornate al 1º gennaio 2016.
| Stagione           | Club               | Campionato         | Campionato | Campionato | Coppe nazionali | Coppe nazionali | Coppe nazionali | Coppe continentali | Coppe continentali | Coppe continentali | Supercoppe | Supercoppe | Supercoppe | Totale | Totale |
| Stagione           | Club               | Comp               | Pres       | Reti       | Comp            | Pres            | Reti            | Comp               | Pres               | Reti               | Comp       | Pres       | Reti       | Pres   | Reti   |
| ------------------ | ------------------ | ------------------ | ---------- | ---------- | --------------- | --------------- | --------------- | ------------------ | ------------------ | ------------------ | ---------- | ---------- | ---------- | ------ | ------ |
| 2004               | Fredrikstad        | ES                 | 1          | -?         | CN              | 0               | 0               | -                  | -                  | -                  | -          | -          | -          | 1      | -?     |
| 2005               | Fredrikstad        | ES                 | 0          | 0          | CN              | 0               | 0               | -                  | -                  | -                  | -          | -          | -          | 0      | 0      |
| 2006               | Fredrikstad        | ES                 | 4          | -?         | CN              | 0               | 0               | -                  | -                  | -                  | -          | -          | -          | 4      | -?     |
| 2007               | Fredrikstad        | ES                 | 4          | -?         | CN              | 1               | -?              | CU                 | 0                  | 0                  | -          | -          | -          | 5      | -?     |
| 2008               | Fredrikstad        | ES                 | 11         | -?         | CN              | 1               | -?              | -                  | -                  | -                  | -          | -          | -          | 12     | -?     |
| 2009               | Fredrikstad        | ES                 | 15         | -?         | CN              | 2               | -?              | UEL                | 2                  | -?                 | -          | -          | -          | 19     | 0      |
| 2010               | Fredrikstad        | 1D                 | 18         | -?         | CN              | 2               | -?              | -                  | -                  | -                  | -          | -          | -          | 20     | -?     |
| 2011               | Fredrikstad        | ES                 | 22         | -?         | CN              | 1               | -?              | -                  | -                  | -                  | -          | -          | -          | 23     | -?     |
| Totale Fredrikstad | Totale Fredrikstad | Totale Fredrikstad | 75         | -?         |                 | 7               | -?              |                    | 2                  | -?                 |            | -          | -          | 84     | -?     |
| gen.-ago. 2012     | Syrianska          | A                  | 8          | -?         | SC              | 0               | 0               | -                  | -                  | -                  | -          | -          | -          | 0      | 0      |
| ago.-dic. 2012     | Lillestrøm         | ES                 | 2          | -?         | CN              | -               | -               | -                  | -                  | -                  | -          | -          | -          | 2      | -?     |
| 2013               | Aalesund           | ES                 | 0          | 0          | CN              | 2               | -?              | -                  | -                  | -                  | -          | -          | -          | 2      | -?     |
| 2014               | Bodø/Glimt         | ES                 | 14         | -24        | CN              | 4               | -4              | -                  | -                  | -                  | -          | -          | -          | 18     | -28    |
| 2015               | Bodø/Glimt         | ES                 | 9          | -21        | CN              | 2               | -2              | -                  | -                  | -                  | -          | -          | -          | 11     | -23    |
| Totale Bodø/Glimt  | Totale Bodø/Glimt  | Totale Bodø/Glimt  | 23         | -45        |                 | 6               | -6              |                    | -                  | -                  |            | -          | -          | 29     | -51    |
| Totale             | Totale             | Totale             | 108        | -?         |                 | 11              | -?              |                    | 2                  | -?                 |            | -          | -          | 124    | -?     |